# Pyrrhia pryeri
Pyrrhia pryeri là một loài bướm đêm trong họ Noctuidae.